# ハロルド・クロトー
サー・ハロルド・ウォルター・クロトー（Sir Harold Walter Kroto, 1939年10月7日 – 2016年4月30日）は、イギリスの化学者、王立協会のフェロー。フラーレンの発見により、1996年にロバート・カール、リチャード・スモーリーとともにノーベル化学賞を受賞した。ハリー・クロトーとも。
2004年よりフロリダ州立大学に勤めていたが、それまでは長年の間、サセックス大学に籍を置いていた。

## 少年時代
1939年に生まれ、イングランド東部のケンブリッジシャー州の町でハロルド・クロトシナー (Harold Krotoschiner) という洗礼名を受けた。この名前は、シレジアのクロトシン（ポーランド語: Krotoszyn, ドイツ語: Krotoschin）に由来している。父親の家族はポーランドのボヤノヴォ に在住していて、母親はドイツのベルリンの出身であった。
両親はともにベルリン出身だったが、父親がユダヤ人であったため、ナチスから逃れて難民としてイギリスに渡ってきた。第二次世界大戦の間、彼の父親は敵国人として抑留されていた。この間、彼はランカシャー州のボルトンで育ち、ボルトンの学校に入学した。俳優のイアン・マッケランとは同級生だった。1955年、一家は苗字を短縮してクロトーと改名した。
ハロルドは子供の頃、メカノに夢中になり、科学技術の腕を磨いた。彼はユダヤ人社会の中で育てられたが、宗教には全く興味を持たず、宗教が自分にとって意味をなすことはないと語っている。彼は、人間主義、無神論、アムネスティ・インターナショナル主義、ユーモア主義の4つの宗教を信仰していると自称していた。彼は中等学校で化学、物理学、数学に興味を持ち、6年生の時の化学の教師（後に大学教授になるハリー・ヘンリー）の薦めもあり、シェフィールド大学に進学した。
1963年、マーガレット・ヘンリエッタ・ハンターと結婚した。

## 初期の研究
1961年、クロトーはシェフィールド大学で化学の学位を得て、1964年には同大学で博士号を得た。彼の博士論文のテーマは、光開裂によって生じるフリーラジカルのスペクトルの共鳴に関する研究だった。
クロトーの博士課程時代の研究では、炭素とリンが二重結合で結合した化合物の初めての報告や、複数の多重結合を持つ化合物の研究へと繋がる亜酸化炭素の研究など、論文になっていないものも多い。彼は有機化学への魅力から研究を始めたが、分光学について学んだ頃から、量子力学にも興味を抱き始めた。
博士号を取得した後は、カナダの国立研究所で2年間、分子分光学を研究した。その後、ニュージャージー州のベル研究所で量子化学に取り組んだ。ポスドク研究が終わると、1967年よりイギリスに戻りサセックス大学で教鞭をとることとなった。1975年には教授になり、1991年から2001年には王立協会の教授を務めた。

## その後の研究

### サセックス大学での研究
クロトーはサセックス大学在籍時、主に不安定・半安定な化学種についての分光学的な研究を行っていた。これらの研究では、硫黄やセレン、リンなどの元素と多重結合を形成した炭素を含む化学物質群についての新たな化学分野を誕生させた。その中でも特に重要な成果として、リンに炭素が二重結合または三重結合した新たなリン化学種を扱う分野が誕生したことが挙げられる。
1975年に同大学の教授となった頃、クロトーはマイクロ波による長鎖炭素化合物の測定を行い、またカナダの天文学者らと共同研究を行ったことで、炭素種が星間空間や赤色巨星などの特定の恒星の大気に比較的大量に含まれていることを明らかにした。
初期にはシアノアセチレン分子が見つかっただけだったが、1975年から78年にかけて、クロトーのグループはさらに長シアノブタジイン (H-C≡C-C≡C-C≡N) やシアノヘキサトリイン (H-C≡C-C≡C-C≡C-C≡N) のスペクトルデータを得た。またそれらを説明する過程で、フラーレンの存在も見つけた。

### バックミンスターフラーレンの発見

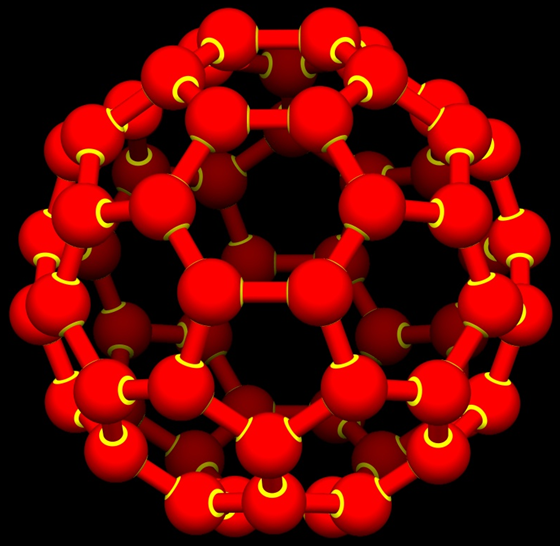
バックミンスターフラーレンの構造

1985年、赤色巨星の大気中における化学反応をシミュレーションした実験室での研究により、凝縮した炭素蒸気中で安定した{\displaystyle {\ce {C60}}}分子が自発的に生成することが、クロトーと彼の共同研究者のジェームズ・ヒース、ロバート・カール、リチャード・スモーリー、ショーン・オブライエンらによって示された。この{\displaystyle {\ce {C60}}}分子は12個の五角形と20個の六角形から成るサッカーボールと同じパターンを持つ分子であった。クロトーはこの分子を、ジオデシック・ドームの考案者であったバックミンスター・フラーにちなんで、バックミンスターフラーレンと名付けた。この発見をきっかけに、クロトーの研究対象は分光学からフラーレンの構造に移り、化学や材料科学への影響について考えるようになった。
彼らの研究は、フラーレンという全く新しい炭素の同素体を発見したという点で意義のあるものだった。彼らがフラーレンの発見を公表した1985年の論文は、2015年にアメリカ化学会の歴史的化学論文大賞（Citation for Chemical Breakthrough Award）を受賞した。

### フロリダ州立大学での研究
2004年にクロトーはサセックス大学を離れ、フロリダ州立大学の化学教授に着任した。彼はここで、炭素蒸気やナノ構造物の形成機構などの研究を重ねた。また、フラーレンや多環芳香族炭化水素と星間物質やスターダストとの関連を扱う研究にも参加していた。

### 教育普及活動
1995年、クロトーはイギリスで始まったベガ・サイエンス・トラストの設立に参加し、ノーベルレクチャーでの講演、インタビュー、討論やテレビやインターネットで放送された番組の質の高いフィルムを作成するのに関わった。ベガでは100を超えるプログラムを保存しているが、そのうち50はBBCの深夜番組であり、ベガのウェブサイトから無料で見ることができる。これまでに30万から70万の人が利用している。クロトーがデザインしたサイトには、165カ国からのアクセスがある。
2009年の設立当初から晩年まで横浜市の理数科公立高校、横浜サイエンスフロンティア高等学校のスーパーアドバイザーを務めた。

## 死去
2016年4月30日に筋萎縮性側索硬化症の合併症によりイースト・サセックスで死去。76歳没。

## 受賞・栄誉
クロトーは1990年に王立協会のフェローに選ばれた。1996年にはナイトに叙せられ、以来サーを名乗っている。ノーベル化学賞も受賞している。また、イギリスヒューマニスト協会の支援者として知られる。
- 1992年 ジェームス・C・マックグラディ新材料賞受賞。
- 1994年 EPS欧州物理学賞受賞。
- 1995年 母校のサセックス大学から名誉博士号を贈られた。
- 2001年 王立協会からマイケル・ファラデー賞を贈られた。
- 2002年 フェローだった王立科学協会の会長に選出され、2005年まで務めた。彼の在任期間は、歴史上で最も成功した期間だったといわれている。
- 2004年 11月29日、彼は化学学部の閉鎖性に抗議して、エクセター大学から贈られた名誉学位号を返上する事を表明した。
- 2004年 王立協会からコプリ・メダルを授与された。
- 2005年 6月17日、サリー大学から名誉博士号を授与された。
- 2005年 シェフィールド大学はクロトー研究所とナノサイエンス・テクノロジーセンターを含むクロトーリサーチキャンパスを設立した。